# Млини Києва
Список млинів Києва містить перелік водяних, парових, вітряних млини, що існували (у XVII-XX століттях) або існують нині. Зазначено водяні млини, що існували на притоках Дніпра - річках Либідь (та її притоці Совка), Сирець, Голосіївський струмок та на притоках Ірпеня - Котурці та Нивці. А також парові та вітряні млини.

## Водяні млини

### Млини на річці Либідь та її притоках
- Шулявський млин (верхній)
- Шулявський млин (нижній)
- Паньківський млин
- Печерський млин (Товариства селян с. Деміївка)
- Млин Михайлівського монастиря
- Млин Печерського монастиря
- Млин Видубицького монастиря
- Млин на р. Совка (верхній)[1]
- Млин на р. Совка (нижній)[2]
- Великий млин на р. Совка - Млин (нижній) на р. Совка[1]
- Печерський млин на р. Совка[2]

### Млини на Голосіївському струмку
- Млин Голосіївської пустині

### Млин на струмку Калинівка
- Млин Михайлівського Золотоверхого монастиря на хуторі Яровці
- Млин Києво-Подільського управління землеробства і державних маєтностей у селі Пирогів[3]

### Млини на струмку Віта
- Млин Києво-Подільського управління землеробства і державних маєтностей на хуторі Сіраків[3]

### Млини на річці Сирець
- Млин біля хутора Кудашової
- Млин біля хутора Маркевича
- Три млини біля хутора Толкунова
- Млин біля хутора Лакерди
- Млин біля хутора Лакерди на р.Рогостинка
- Млин на хуторі Анненкова (верхній)
- Млин на хуторі Анненкова (нижній)
- Млин біля хутора Розинки
- Млин біля хутора Ланге
- Млин біля хутора Ріхерта
- Міський млин[4]

### Млини на річці Котурка
- Млин на хуторі Григоренка (Березовському)
- Млин на хуторі Свішникова[5]

### Млини на річці Мушанка
- Млин на хуторі Бернера

### Млини на річці Нивка
- Святошинський млин (Київського Благодійного товариства)
- Млин Павла Фузика у селі Біличі[3]

### Млини на річці Дарниця
- Дарницький млин

## Парові, вальцьові та механічні млини
- Київський військовий млин
- Паровий млин Києво-Печерської лаври
- Млин Бродського
- Паровий млин Берлізова
- Паровий млин Бялика
- Паровий млин Кельбера
- Паровий млин Сергєєва
- Паровий млин Сніжка
- Паровий млин Яковлєва
- Паровий млин Яновського
- Вальцьовий млин Бліндера
- Вальцьовий млин Хрякова
- Механічний млин Миколаївського Артилерійського училища

## Вітряні млини
- Вітряний млин у селі Біличі
- Вітряні млини села Бортничі
- Вітряні млини села Вигурівщина[6]
- Вітряний млин Прохора Галушки у селі Віта-Литовська
- Дві вітряні млини Демида Невдашенка у селі Віта-Литовська
- Вітряний млин Гната Кравченка у селі Жуляни
- Вітряний млин Луки Притманого у селі Жуляни
- Вітряний млин Ісаї Сафонова у селі Жуляни
- Два вітряні млини Максима Сафонова у селі Микільська Борщагівка
- Вітряний млин Тихона Сафонова у селі Михайлівська Борщагівка
- Вітряний млин Спиридона Познахиренка у селі Пирогів
- Вітряний млин Андрія Лукашенка у селі Совки[7]